# Françoise Choay
Françoise Choay (París, 29 de marzo de 1925-París, 8 de enero de 2025) fue una teórica e historiadora  francesa, especializada en materia de urbanismo y arquitectura.  Fue profesora de la Universidad de París  desde 1973 y profesora visitante en numerosas universidades en Estados Unidos, Bélgica e Italia. 
Escribió textos muy representativos de la historia de la arquitectura y el urbanismo desde fuentes y campos  de la filosofía, sociólogía, política, historia del arte, la novela y la ciencia ficción. Escribió también antologías, entre ellas de compendio de textos de treinta y cinco autores - de Fourier a Wright, de Marx a Jane Jacobs, de Ruskin a Xenakis-, y  de la historia del utopismo urbanístico a lo largo de la historia. 
Choay fue galardonada con el Grand Prix national du Livre d'architecture en 1981 y 2007.

## Publicaciones
- 1960 Le Corbusier, George Braziller.
- 1969 The Modern City: Planning in the Nineteenth Century, George Braziller 1997 The Rule and the Model: On the Theory of Architecture and Urbanism, MIT Press.
- 2001 La invención del monumento histórico, Cambridge Prensa Universitaria.
- 2007 Alegoría del patrimonio, Ed. Gustavo Gili.